# Jacques Debeillex
Jacques Debelleix (né le 13 mai 1934 à Caudéran - mort le 29 septembre 2012 à Saint-Macaire)  est un footballeur français.
Il a disputé 79 matchs en Division 1 et 128 matchs en Division 2.

## Palmarès
- Finaliste de la Coupe de France 1955